# 肥後勤王党
肥後勤王党（ひごきんのうとう）は、幕末の肥後藩において勤皇志士によって結成された組織。
幕末の動乱期、肥後の地では勤王思想が密かに広がっていた。国学が盛んだった阿蘇大宮司家を中心に、勤王派のグループが形成されていた。しかし、幕府に忠実な肥後藩では、勤王倒幕は危険思想とみなされ、容赦なく弾圧されていた。そのような状況下、肥後の勤王志士たちは藩内での活動に限界を感じ、攘夷倒幕に積極的だった長州藩に身を投じることを決意する。彼らは長州藩と共に行動し、幕府打倒に向けて奔走した。
しかし、幕府崩壊後の政局では、薩摩藩と会津藩が手を組み、長州藩を京都から追放してしまう。これが禁門の変である。この事態に危機感を抱いた肥後勤王党の宮部鼎蔵らは、長州藩を京都に復帰させるべく、密かに京都に潜入した。運命の日、鼎蔵たちは池田屋に集まり、同士と論じていた。しかし、そこに新撰組が踏み込み、首領格だった鼎蔵は、仲間たちを逃がすために単身新撰組に立ち向かい、壮絶な戦いの末に自決して国事に殉じた。

## 党員
- 宮部鼎蔵
- 轟武兵衛
- 高木元右衛門
- 佐々淳次郎